# Hockender Hund

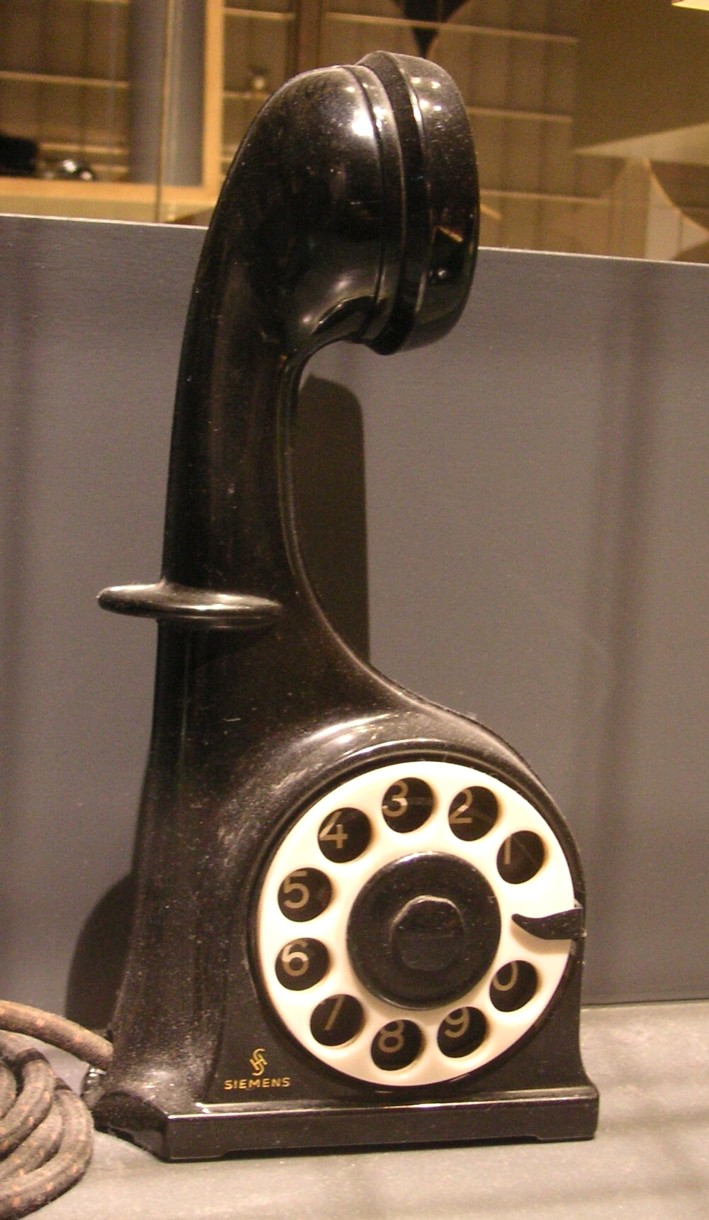
Hockender Hund

Hockender Hund (offiziell: Fg mtph 28a, auch „Schinkenknochen“ oder Modell 29 genannt) ist ein Telefonapparat, der 1930 von Otto Weber und Otto Soldan bei der Firma Siemens & Halske in Berlin patentiert wurde. Eine limitierte Musterfertigung von rund 500 Exemplaren wurde im Herbst 1938 gefertigt. Der Fernsprecher wurde aber nie offiziell im Markt eingeführt.
Das Design des Telefons war für seine Entstehungszeit geradezu futuristisch-revolutionär: Hörer und Nummernschalter waren in einem einzigen kompakten, schlanken Standgehäuse aus schwarzem Bakelit (mit weißer Wählscheibe) untergebracht. Das Profil des Apparates erinnert an einen hockenden Hund, die Hörmuschel bildet dabei den Kopf. Der Wecker (die Klingel) war in einem externen Gehäuse zur Wandmontage untergebracht, der die Apparatebezeichnung Fg bk 158a trug.
Die Besonderheit bei der Wählscheibe war der mitlaufende Fingeranschlag. Da wegen der kleinen Bauform nicht die eigentlich notwendigen zwei Leerstellen zwischen der „1“ und dem Anschlag möglich waren, lief der Anschlag zwei Ziffern mit. Somit war gewährleistet, dass zwei kurz hintereinander gewählte „Einsen“ von der Vermittlungsstelle nicht als „Zwei“ erkannt wurden. Dieses Verfahren griff Western Electric/USA bei der Entwicklung des Trimline-Telefons, das ähnlich kompakt wie der „Hockende Hund“ war, wieder auf. Dieses von Western Electric produzierte Modell wurde von Siemens 1981 auf die Bundespost-Anforderungen umgerüstet; die Bundespost vertrieb das modifizierte Trimline dann als Modell Manhattan. Parallel dazu vermarktete Siemens das Telefon im eigenen Nebenstellengeschäft als miniset 100.
Das ausgefallene Design des Apparats brachte mehrere Nachteile mit sich. Wegen des hohen Schwerpunktes bei kleiner Grundfläche hatte er eine geringe Standfestigkeit, weshalb er im Praxistest häufig umkippte oder von seinen Nutzern nicht hingestellt, sondern hingelegt wurde. Das war auch deshalb problematisch, weil beim Anheben des Gerätes vom Tisch ein gefederter Schalter am Boden die Verbindung zum Telefonnetz herstellte. Wegen dieser Nachteile ging der Hockende Hund nie in Serienproduktion, während das nahezu zeitgleich entwickelte Modell W28 sich als weitverbreitetes Standardtelefon der Reichspost durchsetzen konnte.
Nur wenige Exemplare haben die Jahre überlebt, weshalb ein „Hockender Hund“ heute praktisch nicht mehr zu finden ist und nur in wenigen Museen, beispielsweise dem Museum für Kommunikation Nürnberg und im Unternehmensarchiv von Siemens & Halske, besichtigt werden kann.